# Epistrophe eligans

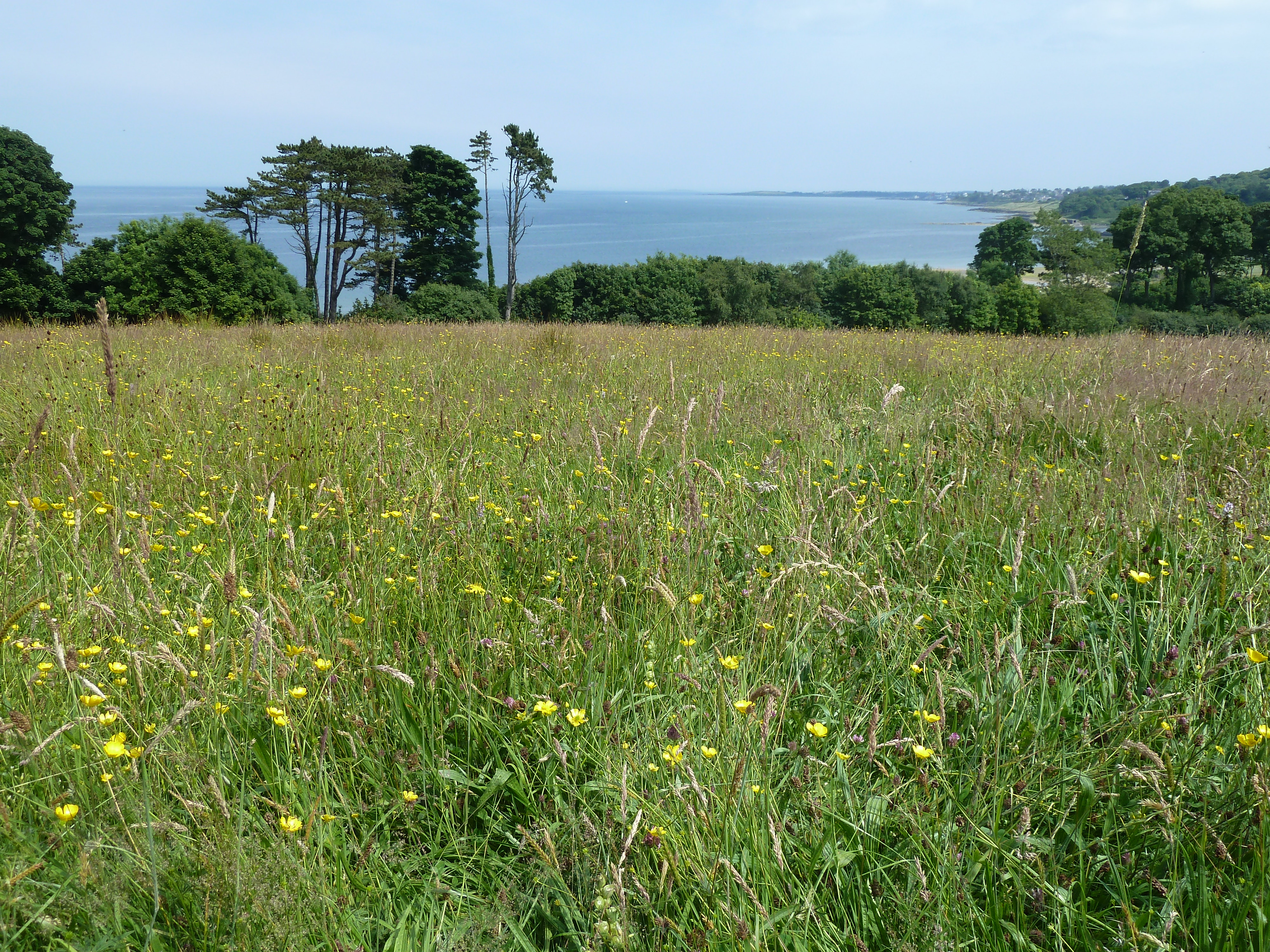
Hábitat.Irlanda

Epistrophe eligans es una especie de sírfido. Se distribuyen por el paleártico en Eurasia.

## Biología
El hábitat es bosques caducos, arbustos, jardines suburbanos, parques ciudadanos, carreteras, lugares despejados. Visitan flores de la familia Umbelliferae, también Acer pseudoplatanus, Cistus, Crataegus, Endymion, Euonymus, Euphorbia, Ilex, Prunus spinosa, Stellaria, Viburnum opulus. Vuelan entre abril y junio (más temprano al sur, más tarde en latitudes y altitudes más elevadas). Las larvas se alimentan de pulgones de arbustos y árboles.